# Hubert Rubens
Hubert Rubens (Tongeren, 13 oktober 1928 - 15 januari 1984) was een Belgisch politicus voor de BSP en vervolgens de SP

## Levensloop
Hij werd beroepshalve gewestelijk secretaris van de socialistische mutualiteit De Voorzorg. Rubens werd politiek actief voor de BSP, waarvoor hij in 1970 verkozen werd tot gemeenteraadslid van Maaseik. Aldaar was hij van 1971 tot 1976 schepen. Op 1 januari 1983 werd hij burgemeester van de stad en bleef dit tot aan zijn plotse overlijden aan de gevolgen van een hartaderbreuk.
In 1973 volgde hij tevens de overleden Edgard Vanthilt op in de Senaat als rechtstreeks gekozen senator voor de kieskring Hasselt-Tongeren-Maaseik, wat hij bleef tot in 1977. In de periode juni 1973-april 1977 zetelde hij als gevolg van het toen bestaande dubbelmandaat ook in de Cultuurraad voor de Nederlandse Cultuurgemeenschap, een verre voorloper van het huidige Vlaams Parlement. Van 1981 tot aan zijn dood in 1984 zetelde hij daarna voor de kieskring Tongeren-Maaseik in de Kamer van volksvertegenwoordigers en zetelde in dezelfde periode in de Vlaamse Raad, de opvolger van de Cultuurraad voor de Nederlandse Cultuurgemeenschap en de voorganger van het huidige Vlaams Parlement.